# السياحة في تركيا
السياحة في تركيا (بالإنجليزية: Tourism in TURKIYE) تعتمد بشكل كبير على مجموعة متنوعة من المواقع التاريخية والمنتجعات الساحلية المطلة على بحر إيجه والبحر الأبيض المتوسط. في السنوات الأخيرة أصبحت تركيا مقصداً للثقافة والسياحة الصحية. احتلت تركيا المرتبة الثامنة عالميا بسبب 37.6 مليون سائح تقريباً بعد المملكة المتحدة عام 2017، وفي عام 2019 زار تركيا أكثر من 31 مليون سائح.
خلال يناير عام 2013، أعلنت الحكومة التركية في إطار دعمها للسياحة أنها ستقوم ببناء أكبر مطار في العالم في إسطنبول. بلغت تكلفة بناء المطار أكثر من 7 مليارات يورو ، وتم افتتاحه في التاسع والعشرون من شهر تشرين الأول في منطقة أرنافوتكوي على الجانب الأوروبي من إسطنبول، تركيا. تم تصميم المطار ليكون الأكبر عالمياً، بقدرة استيعابية سنوية تصل إلى 150 مليون مسافر، وذلك لتعويض النقص في الطاقة الاستيعابية المطارات إسطنبول الحالية. يُعد ثالث مطار دولي في إسطنبول بعد مطار أتاتورك الدولي ومطار صبيحة كوكجن الدولي. بحلول مارس 2017، اكتمل حوالي 40% من أعمال البناء، وفي 29 أكتوبر 2018، افتتح الرئيس التركي رجب طيب أردوغان المطار رسميًا.

## المدن السياحية

### إسطنبول
إسطنبول (بالتركية: İstanbul) هي واحدة من أكثر المدن السياحية أهمية ليس فقط في تركيا، بل في العالم، وهي عاصمة السياحة في تركيا لما تحتويه من أماكن سياحية تاريخية وأماكن ترفيهية مناسبة للعوائل، بالإضافة إلى الآلاف من الفنادق وغيرها من الصناعات السياحية، وتتمتع إسطنبول بالعديد من الأماكن التي يمكن زيارتها وتتجاوز الـ 30 مكان ومعلم سياحي كما تتمتع ببنية تحتية سياحية مناسبة لاستقبال السياح بأعداد كبيرة.

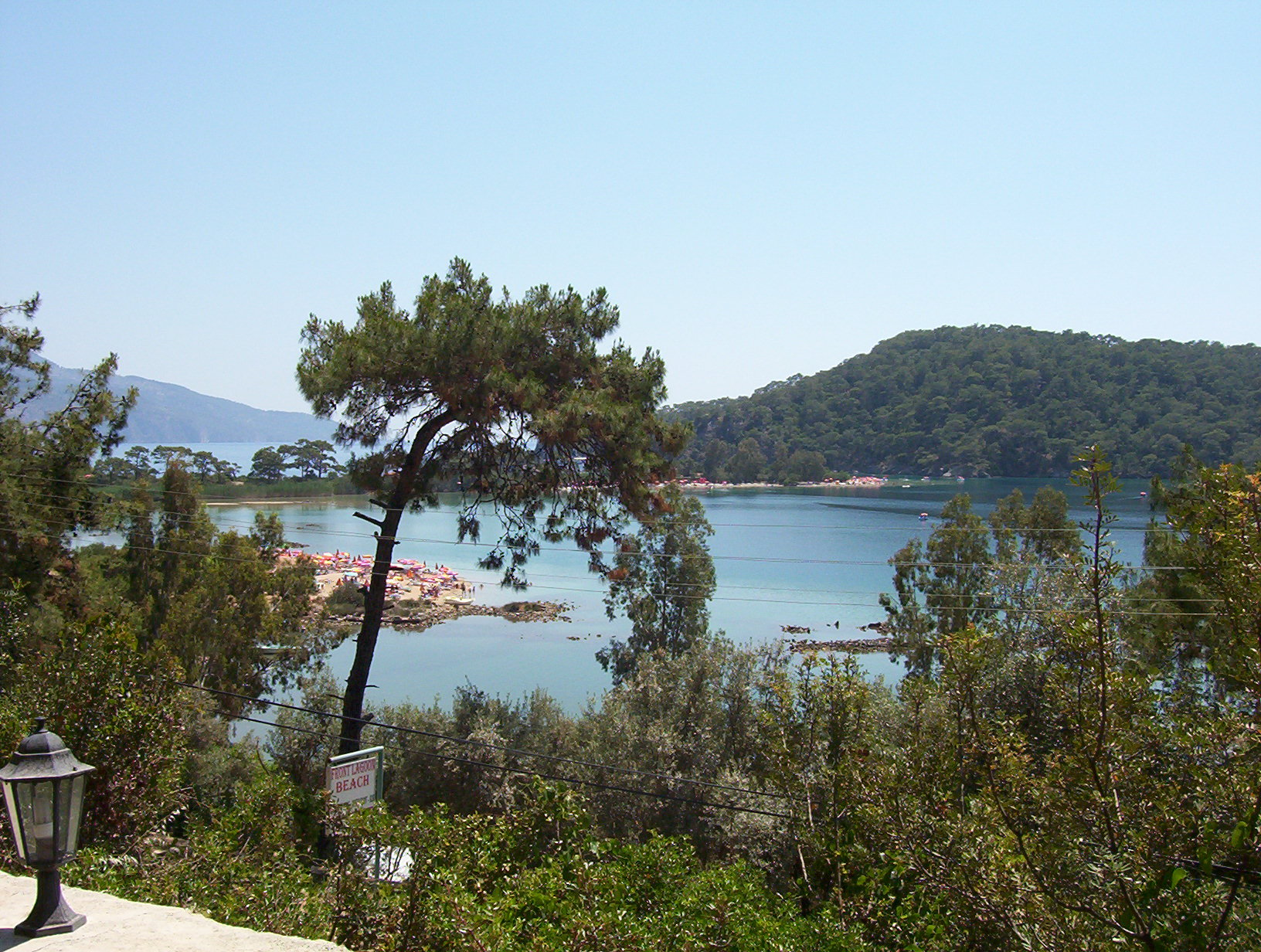

#### أماكن سياحية في إسطنبول
قصر توبكابي
من قصور تركيا التي مر عليها قرون عديدة، حيث كان هذا القصر موطنًا للكثير من السلاطين والحكام، داخل القصر يوجد مجموعة من الديكورات التاريخية على نمط المعمار التركي، حيث تتواجد خزائن مجوهرات وغرف مخصصة للنساء وغرف خدم بالإضافة إلى غرف مزينة وجذابة.
الجامع الأزرق
تم بناء الجامع الأزرق في القرن السابع عشر قبل الميلاد، وقد عُرف هذا المسجد بجمال معمارة الفريد من نوعه بالإضافة إلى حوائطه وبلاطه الأزرق المميز وما يتواجد فيه من نقوش وزخارف رائعة، كل هذه الأشياء وأكثر تجعل المسجد الأزرق من أشهر مساجد تركيا.
متحف (مسجد) آيا صوفيا
آيا صوفيا كانت كاتدرائية سابقًا قبل أن تتحول إلى مسجد على يد محمد الفاتح، ومن ثم إلى متحف ديني عام 1935، وتقع بمدينة إسطنبول بتركيا. وتعد من أبرز الأمثلة على العمارة البيزنطية والزخرفة العثمانية. مسجد آيا صوفيا، وهو كنيسة ضخمة بناها جستنيان الأول البيزنطي سنة 537، وقد سقطت قبتها عدة مرات، وآخر مرة أعيد بناؤها سنة 1346 وقد أجريت عدة تقويات وترميمات للمبنى في العهد العثماني، وقد غير السلطان محمد الفاتح المبنى ليكون مسجداً، وأضاف إليه منارة، ثم أضيف إليه منارة أخرى زمن السلطان بايزيد الثاني، وقد كان آيا صوفيا مسجداً لمدة 481 سنة ليحوله أتاتورك إلى متحف سنة 1934، ومنذ ذلك العام أصبح متحف مفتوح للزيارة للجميع. وفي يوم الجمعة 24 يوليو 2020، افتُتح المبنى مجددًا للصلاة، وأقيمت فيه أول صلاة جمعة منذ 86 سنة، وسط إجراءات وتدابير وقائية للحيلولة دون تفشي وباء كورونا، فأُنشأت 17 نقطة صحية تضم كادرًا طبيًا مكونا من 736 شخصًا، و100 سيارة إسعاف ومروحية، في الوقت الذي اكتظت فيه ساحة المسجد بالمصلين والصحفيين
متحف الفنون التركية والإسلامية
هو متحف يضم مجموعة مميزة من السجاد الكبير من جميع أنحاء العالم، وكذلك الآثار والمعالم الإسلامية بالإضافة إلى المخطوطات واللوحات والمصاحف القديمة من فترة العصور الإسلامية.
السوق المسقوف
هو من أقدم الأسواق التركية التي ينجذب السياح للشراء منها، يباع فيه الكثير من المنتجات التي تشمل المجوهرات والاكسسوارات والهدايا التذكارية، كما تتواجد فيه أيضًا مجموعة متنوعة من الملابس والتحف والمنحوتات. يقصده الكثير من السياح ويبلغ عدد شوارعه الداخلية 60 شارعاً وأما متاجره فهي متنوعة وكثيرة ويبلغ عددها 5 آلاف متجر وأما مساحته فهي 47.600 متر مربع والمفاجئ بالأمر بأنه كان في السابق متاهة قديمة! للسوق ستة أبوابٍ رئيسية وهي: باب بايزيد، باب السّوق، باب محمود باشا، باب المنجّدين، باب نور عثمانيّة وباب أورجو. بُني السوق المسقوف في عام 1455م في وسط مدينة إسطنبول بأمرٍ من السلطان العثماني محمد الفاتح وذلك بعد فتح القسطنطينية بفترةٍ قصيرة وقد استمر بناؤه حتى عام 1461م وقد تم توسيعه بشكلٍ كبير خلال القرن السادس عشر في عهد السلطان سليمان القانوني وآخر مرةٍ تم ترميمه فيها عام 1894 بسببِ زلزالٍ أصابه أما الهدف من بنائه في الأساس فكان لوضع سوقٍ لنقل البضائع بين ولايات الدولة العثمانية نحو البلاد العربية.
حديقة اتاتورك
من أجمل الحدائق في مدينة إسطنبول، يوجد فيها الكثير من النباتات والأعشاب والأشجار النادرة، وتحتل الحديقة مساحة كبيرة جداً تصل إلى 345 هكتار وقد تم افتتاح الحديقة عام 1949م، وتقع الحديقة في منطقة باكيركوي وتمتد على طول بحر مرمرة بالقرب من قصر مصطفى كمال اتاتورك مؤسس الجمهورية التركية.

#### المطارات

##### مطار إسطنبول اتاتورك
مطار إسطنبول أتاتورك (إياتا: IST، إيكاو: LTBA) (بالتركية: İstanbul Atatürk Havalimanı) هو ثاني أكبر مطارات تركيا وسمي بهذا الاسم تكريما لمصطفى كمال أتاتورك مؤسس وأول رئيس لجمهورية تركيا. وهو أحد ثلاثة مطارات في مدينة إسطنبول ويقع في القسم الأوربي من المدينة. بلغ عدد المسافرين عبر مطار أتاتورك أكثر من25 مليون مسافر سنة 2008. وهو من أكثر المطارات ازدحامًا في أوروبا وتصنيفه التاسع.

##### مطار صبيحة كوكجن الدولي
مطار صبيحة كوكجن الدولي (بالتركية: Sabiha Gökçen Havalimanı) هو المطار الدولي الثاني الذي يخدم أهل إسطنبول، وهو أصغر من مطارات إسطنبول. سُمي المطار على اسم صبيحة كوكجن - وهي أول أمراة تركية تقود طائرة حربية. ويقع في منطقة «بندك» (Pendik) في الطرف الآسيوي من إسطنبول ويبعد نحو 35 كيلومتر عن وسط إسطنبول. بدأ المشروع بناء المطار عام 1998 م وتم الانتهاء منه في عام 2000 م، ويعتبر المطار مقرا لشركة الأناضول جت حيث أنها شركة فرعية محلية تابعة لشركة الخطوط الجوية التركية.

##### مطار إسطنبول الجديد
مطار إسطنبول الجديد (بالتركية: İstanbul Yeni Havalimanı)، أو المطار الثالث (بالتركية: Üçüncü Havalimanı)، هو مطار دولي تم افتتاحه في التاسع والعشرون من شهر تشرين الأول في منطقة أرنافوتكوي على الجانب الأوروبي من إسطنبول، تركيا. المطار مخطط له ليكون أكبر مطار في العالم، مع قدرة استيعاب سنوية قدرها 150 مليون مسافر، المطار خطط لإنشائه بسبب نقص القدرات في المطارات الموجودة في إسطنبول. هو المطار الدولي الثالث الذي سيتم بناؤه في إسطنبول بعد مطار إسطنبول أتاتورك ومطار صبيحة كوكجن الدولي. وتم إغلاق مطار أتاتورك بعد تشغيل المطار الجديد. اعتبارًا من مارس 2017، تم الانتهاء من حوالي 40% من بناء المطار؛ وفي التاسع والعشرين من أكتوبر 2018 افتتح رجب طيب أردوغان رئيس الجمهورية التركية مطار تركيا الجديد.

### طرابزون
تقع مدينة طرابزون في شمال شرق تركيا على ساحل البحر الأسود، تشكل مركز محافظة طرابزون، وتقع على طريق الحرير التاريخي، وتعتبر طرابزون بوابة تجارية لإيران في جنوب شرق البلاد والقوقاز في الشمال الشرقي. لدى طرابزون عدداً من الأماكن التي تجذب السياحة، يعود تاريخ بعضاً منها إلى الوقت التي كانت تتواجد فيه الإمبراطوريات القديمة يوماً ما في المنطقة. يمكن للشخص أن يجد في المدينة ذاتها محور من المتاجر والأكشاك والمطاعم التي تحيط ميدان وسط المدينة والذي يحتوي على حديقة للشاي. آثار قلعة طرابزون يمكن أن تُرى في المدينة لكن لايمكن زيارتها لأنها تقع في منطقة عسكرية. يُستخدم الجدار الخارجي للقلعة الآن كجدار خلفي للمبنى العسكري. بُنيت فيلا أتاتورك كوشكو في عام 1890 بواسطة التجار اليونانيّين المحليّين. في عام 1924م بقي مصطفى كمال أتاتورك في الفيلا أثناء زيارته لطرابزون.
وشهدت السياحة في طرابزون تطور كبير في السنوات القليلة الماضية خاصة من السائحين العرب الذين يتوجهون اليها في فصل الصيف من اجل المناطق الطبيعية والجبال والأنهار التي تنتشر في جميع أنحاء المدينة والقرى المحيطة بها، وتعتبر طرابزون عاصمة الشمال التركي من جانب السياحة حيث يتوافر بها العديد من المرافق والخدمات السياحية مثل الفنادق والمنتجعات والشقق الفندقية بالإضافة إلى المتاحف والحدائق العامة المنتشرة في المدينة، وأيضًَا قربها من جميع المدن والقرى الأخرى المجاورة لها مثل مدينة ريزا، قرية اوزنجول، مرتفعات السلطان مراد وجبال زيغانا ومرتفعات حيدر نبي والعديد من الأماكن الأخرى التي تجذب السياح لزيارتها، وفي عام 2016 وصل أعداد السائحين لمدينة طرابزون أكثر من 2.3 مليون زائر من الأتراك والأجانب، ووصل عدد الأجانب إلى أكثر من 860,800 سائح بنسبة أكثر من 90% من السائحين العرب.

### أنطاليا
أنطالية أو أنطاليا (المعروفة سابقا باسم أداليا أو أتاليا؛ من اليونانية البامفيلية [الإنجليزية]: أطّاليا Αττάλεια) هي مدينة تقع على ساحل البحر الأبيض المتوسط في جنوب غرب تركيا، وهي عاصمة مقاطعة أنطاليا. تقع على منحدرات ساحلية، ومحاطة بالجبال. حولت التنمية والاستثمار، الذين بدئا في السبعينيات، المدينة إلى منتجع دولي كبير. تتضمن المعالم السياحية في المدينة الساحلية، المواقع الطبيعية والتاريخية على الريفييرا التركية التي جعلت أحد المدن السياحية الهامة جداً في تركيا، يحتفظ المركز التاريخي للمدينة (كاليسي)، مع فنادقه وحاناته ونواديه ومطاعمه، وأسواقه بالكثير من الطابع التاريخي للمدينة؛ وفاز ترميمه بجائزة التفاحة الذهبية للسياحة. تحتوي المدينة على مواقع متأثرة بالعمارة والثقافة الليكية والبمفيلية، والإغريقية، ولكن بصورة رئيسية العمارة والثقافة الرومانية، البيزنطية، والسلوجية والعثمانية. ميدان الجمهورية، هو الميدان الرئيسي في المدينة، يفتح في بعض المناسبات الخاصة المؤقتة معارض وعروض في الهواء الطلق. وأعلنت الحكومة التركية عن خطتها في تطوير قطاع السياحة في أنطاليا ونيتها عن استهداف استقبال 50 مليون سائح بحلول عام 2023 وهو التاريخ الذي يصادف الذكرى المئوية لتأسيس الجمهورية التركية.

### كبادوكيا
كبادوكيا (بالعربية: قَبَادُوقِيَا، قَبَادُوقِيَة، قَبَادِق، قَبَاذِق بكسر الذال، باليونانية: Καππαδοκία، بالفارسية: كاپادوكیه) كان اسم تاريخي لإقليم في آسيا الصغرى (تركيا الحديثة). وهي اليوم تقع في منطقة نوشهر. تقع كبادوكيا في شرق هضبة الأناضول، في وسط تركيا المعاصرة. وتتألف تضاريسها من سهل هضبي يرتفع 1000 متر عن سطح البحر، تتخلله قمم بركانية، وجبل أرجييس، قرب قيصرية وهو أعلى المرتفعات إذ تقع قمته على ارتفاع 3916 متر. ولا تتضح معالم حدود كبادوكيا بشكل دقيق، خصوصاً نحو الغرب. أما من الجنوب، فإن سلسلة جبال طوروس تشكل الحدود مع قيليقيا وتفصلها عن البحر الأبيض المتوسط. وإلى الغرب تحد كبادوكيا بإقليمي لايكونيا من الجنوب الغربي وغلاطية من الشمال الغربي.
تعتبر السياحة في كبادوكيا ذات شهرة عالمية، حيث يوجد فيها الكثير من المشاهد الجيولوجية والتاريخية والحضارية الفريدة. وتقع هذه المنطقة إلى الجنوب الغربي من المدينة الكبرى مدينة قيصرية، التي توفر للمسافرين المواصلات الجوية بمطاراتها البرية وبمحطاتها وسكتها لتربطها بـ أنقرة وإسطنبول.
ومن بين البلدات والوجهات المهمة في كبادوكيا هي: أورغوپ وغوريم ووادي إهلارا، سِليمي، وغوزليورت، أوج حصار وأوانوس وزلفة. ومن بين المدن التي تقع تحت الأرض والجديرة بالزيارة والمشاهدة، هنالك ديرينكويو، كايماكلي وغازي أمير وأوزكاناك. ومن بين أفضل القصور التاريخية والبيوت الكهفية الملائمة للسواح تتواجد في أورغوپ وغوريم وغوزليورت وأوج حصار. وتعتبر المناطيد ذات الهواء الساخن من الأنشطة التي تجتذب السياح في كبادوكيا وهي متوفرة في غوريم. كما يمارس السياح أنشطة الترحال في كل من وادي إهلارا ووادي الدير (غوزليورت) وأورغوپ وغوريم.

### باموكالي
باموكالي (Pamukkale) أو قلعة القطن هي عبارة عن ينابيع مياه معدينية حارة متدرجة على الجبال والكهوف البيضاء الناصعة بلون القطن كونت عبر السنين منذ أكثر من ألفي عام. يعتبر هذا المكان واحد من أشهر الاماكن التي تجذب السياح في تركيا للتمتع بالمياه الطبيعية فيه.

## إحصائيات

### أكثر سياح الدول زيارة لتركيا
غالبية السائحين الزائرين إلى تركيا من الدول التالية
| التصنيف | الدولة          | 2015      | 2016      | 2017      |
| ------- | --------------- | --------- | --------- | --------- |
| 1       | روسيا           | 3,649,003 | 866,256   | 4,715,438 |
| 2       | ألمانيا         | 5,580,792 | 3,890,074 | 3,584,653 |
| 3       | إيران           | 1,700,385 | 1,665,160 | 2,501,948 |
| 4       | جورجيا          | 1,911,832 | 2,206,266 | 2,438,730 |
| 5       | بلغاريا         | 1,821,480 | 1,690,766 | 1,852,867 |
| 6       | المملكة المتحدة | 2,512,139 | 1,711,481 | 1,658,715 |
| 7       | أوكرانيا        | 706,551   | 1,045,043 | 1,284,735 |
| 8       | العراق          | 1,094,144 | 420,831   | 896,876   |
| 9       | هولندا          | 1,232,487 | 906,336   | 799,006   |
| 10      | أذربيجان        | 602,488   | 606,223   | 765,514   |

### نسبة عدد السياح إلى السنوات
| عام  | عدد السياح الواصلين |
| ---- | ------------------- |
| 1998 | 9,750,000           |
| 1999 | 7,460,000           |
| 2000 | 8,000,000           |
| 2001 | 10,400,000          |
| 2002 | 12,800,000          |
| 2003 | 13,300,000          |
| 2004 | 16,800,000          |
| 2005 | 21,200,000          |
| 2006 | 18,500,000          |
| 2007 | 23,340,911          |
| 2008 | 26,336,677          |
| 2009 | 27,077,114          |
| 2010 | 28,632,204          |
| 2011 | 31,456,076          |
| 2012 | 37,715,225          |
| 2013 | 39,860,771          |
| 2014 | 41,627,246          |
| 2015 | 41,114,069          |
| 2016 | 30,906,680          |
| 2017 | 30,906,680          |

## المشاكل الأمنية وتأثيرها على قطاع السياحة
خلال التسعينيات، حاول حزب العمال الكردستاني الإضرار بصناعة السياحة التركية من خلال قصف الفنادق. كما تم الإبلاغ عن عمليات خطف السياح الأجانب في هذه الفترة. وبسبب الانشقاقات الأخيرة في نزاع تركيا - حزب العمال الكردستاني، أصدرت تسع دول، من بينها روسيا وألمانيا، نصائح حول السفر. سبعة بلدان أخرى هي نيوزيلندا وأستراليا وإيطاليا والمملكة المتحدة وأيرلندا وبولندا وكندا لم تشجع مواطنيها على زيارة الجزء الشرقي من تركيا. كما أصدرت بعض البلدان نصائح بشأن وسائل النقل العام داخل المدن الكبرى في جميع أنحاء تركيا. لم تشجع ألمانيا وروسيا مواطنيهما على زيارة الأماكن القريبة من الحدود.
في أعقاب هجوم لداعش، أبرزت وزارة الخارجية البريطانية تهديدًا كبيرًا بالهجمات لكنها لم تنصح بعدم السفر إلى تركيا، حيث أن الغالبية العظمى من تركيا ما زالت «آمنة تمامًا» للزيارة. في 3 أيلول / سبتمبر 2015، وبسبب أعمال العنف الأخيرة المتعلقة بالنزاع بين تركيا والدولة الإسلامية، أصدرت وزارة الخارجية الأمريكية استشارات حول العنف المستمر في تركيا. في الاستشارة، تلاحظ وزارة الخارجية أن المتشددين قد شنوا هجمات على مصالح الولايات المتحدة في البلاد وأن هناك إمكانية لتكرار العنف. في 9 أبريل 2016، وبسبب «التهديدات الموثوقة» للعنف، أصدرت الولايات المتحدة تحذيرًا لمواطنيها بالامتناع عن زيارة المناطق السياحية الشهيرة مثل أنطاليا وإسطنبول.
في أعقاب محاولة الانقلاب التركية عام 2016 في 15 يوليو، منعت وزارة الخارجية الأمريكية شركات الطيران الأمريكية من السفر من وإلى تركيا. ذكرت السفارة الأمريكية في تركيا أن الأمن في مطار أتاتورك بإسطنبول «تقلص إلى حد كبير» ونصحت وزارة الخارجية الأمريكية المواطنين الأمريكيين بإعادة النظر في السفر إلى تركيا، وحذروا من تهديدات الإرهاب. تم إلغاء الحظر وتم استئناف الرحلات الجوية في 18 يوليو.

## سياسة الدولة تجاه السياحة
ظلت حكومة حزب العدالة والتنمية تشجع «السياحة الحلال» منذ سنوات، وأكدت من جديد سياسياً هذا الموقف على مدار عام 2016. في مارس / آذار 2017، منعت محكمة تركية الموقع الإلكتروني لمعلومات السفر العالمية Booking.com من تقديم خدمات للسياح الأتراك بسبب عدم وجود رخصة وطنية، بينما تقوم جمعية أصحاب الفنادق التركية بحملة لرفع حظر المشروع الذي اعتمد الأعضاء على ما يصل إلى 90 في المئة من معدل تشغيلهم. وفي أبريل 2017، أصدرت إدارة الشرطة في مدينة أنطاليا السياحية الرئيسية توجيهًا يحظر استهلاك الكحول خارج المباني.

## وصلات خارجية
- معالم تركيا - الموقع الرسمي باللغة الأنجليزية
- الموقع الرسمي - وزارة الثقافة والسياحة في تركيا.